# Горгофредо (Бари)
Горгофредо (итал. Gorgofreddo) је насеље у Италији у округу Бари, региону Апулија.
Према процени из 2011. у насељу је живело 729 становника. Насеље се налази на надморској висини од 323 м.